# Clauzadea
Clauzadea is een botanische naam voor een geslacht van korstmossen behorend tot de familie Lecideaceae. De typesoort is Clauzadea monticola.

## Soorten
Het geslacht bestaat volgens Index Fungorum uit de volgende vier soorten (peildatum januari 2023):
| Soortnaam            | Auteur(s)                                            | Publicatiejaar |
| -------------------- | ---------------------------------------------------- | -------------- |
| Clauzadea chondrodes | (A. Massal.) Clauzade & Cl. Roux ex Hafellner & Türk | 2001           |
| Clauzadea immersa    | (Hoffm.) Hafellner & Bellem.                         | 1984           |
| Clauzadea metzleri   | (Körb.) Clauzade & Cl. Roux ex D. Hawksw.            | 1992           |
| Clauzadea monticola  | (Ach.) Hafellner & Bellem.                           | 1984           |